# Kraftwerk Yeniköy
Das Kraftwerk Yeniköy ist ein Braunkohlekraftwerk in Bağdamları (Gemeinde Milas, Türkei) mit einer installierten Leistung von 420 MW.
1980 schlossen die türkische und die polnische Regierung eine Vereinbarung zum Bau eines neuen Kraftwerks in der Kohleregion Muğla. Im Jahr 1987 ging der erste Kraftwerksblock ans Netz, 1991 der zweite. Im August 2013 wurde entschieden, die Kraftwerke Yeniköy, Yatağan und Kemerköy samt der dazugehörigen Tagebaue und Genehmigungen zu verkaufen. Die Gewerkschaften der Beschäftigten protestierten gegen die Entscheidung. Im Dezember 2014 übernahm Yeniköy Kemerköy Elektrik, ein Joint Venture der Unternehmen IC İÇTAŞ Energy und Limak Energy, das Kraftwerk von der staatlichen Gesellschaft Elektrik Üretim.
Das Kraftwerk umfasst zwei Blöcke mit einer installierten Leistung von jeweils 210 MW. Befeuert wird es überwiegend mit lokal gewonnener Braunkohle aus den umliegenden Tagebauen.